# باشگاه ورزشی سن لورنسو آلماگرو

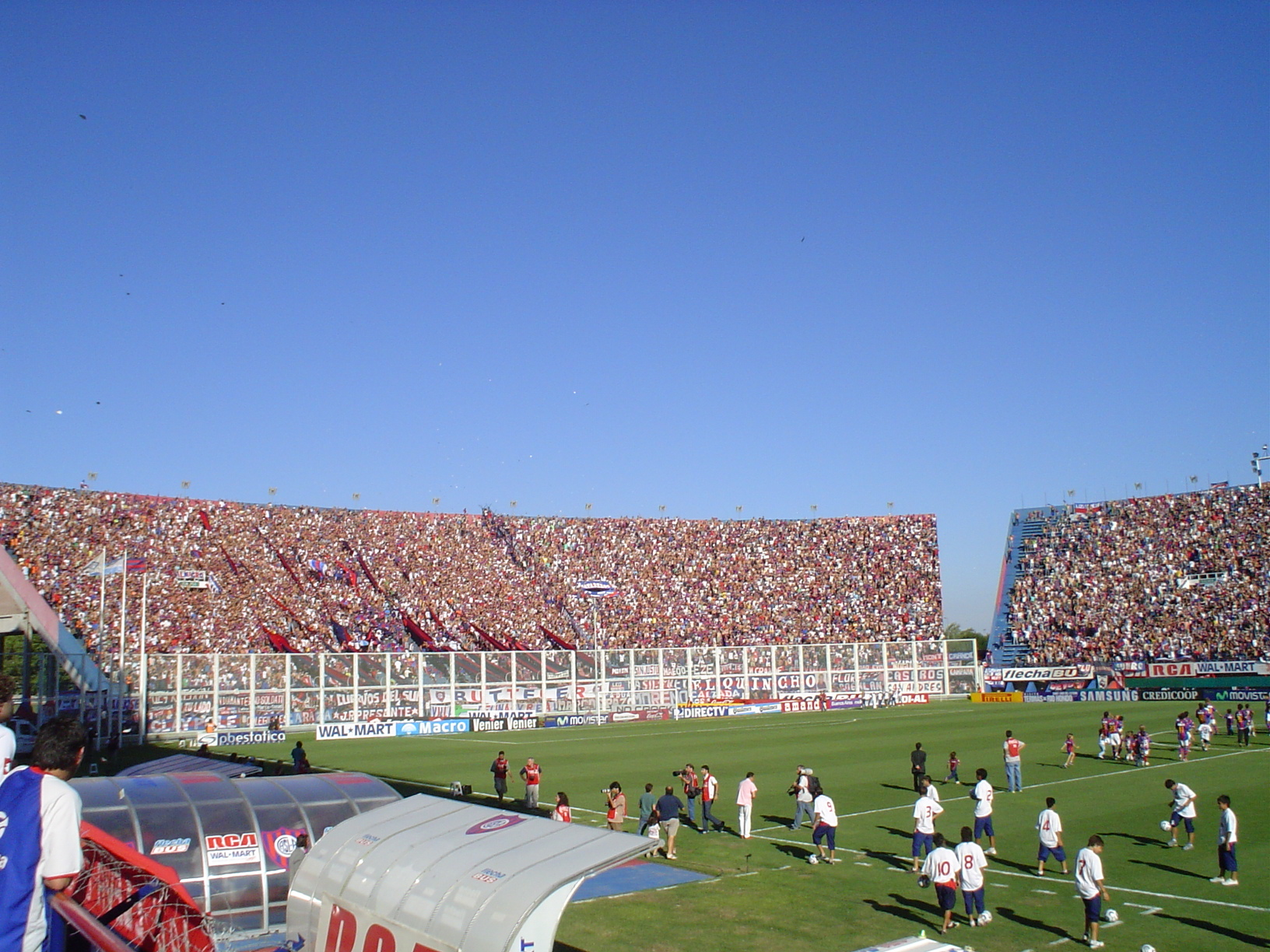

 باشگاه ورزشی سن لورنسو آلماگرو ، (به اسپانیایی: Club Atlético San Lorenzo de Almagro) یک باشگاه ورزشی در شهر بوئنوس آیرس کشور آرژانتین می‌باشد، که بیشتر به خاطر تیم فوتبالش که در لیگ برتر فوتبال آرژانتین بازی می‌کند، شهرت دارد. این باشگاه در تاریخ ۲ آوریل ۱۹۰۸ تأسیس شده است.
پاپ فرانسیس یکم یکی از هواداران این باشگاه بود.